# Scialle di pavone
Scialle di pavone è un album di Luca Bonaffini pubblicato il 28 marzo 1998 dall'etichetta discografica Archimedia Edizioni.

## Descrizione
Scialle di Pavone viene pubblicato il 28 marzo 1998, in occasione della Giornata Nazionale dell'Arte Studentesca. Il disco viene registrato unplugged, sulla linea già intrapresa con Prima di oggi era già domani, con chitarre acustiche predominanti e pochi altri strumenti, arrangiati da Carlo Cantini.
L'album è una raccolta di canzoni già pubblicate, riproposte in versione minimalistica, e inaugura il secondo periodo del cantante, quello del teatro canzone. Unico inedito contenuto è l'omonimo brano Scialle di pavone, ispirato a un rosone romanico dipinto negli anni ottanta dal padre pittore.
Al disco fa seguito una tournée in luoghi d'arte in disuso intitolata I nidi del pavone, come: Forte Ardietti (Peschiera del Garda), Forte San Michele (Verona) e il Museo Diocesano di Mantova. Ne segue anche un progetto multimediale, intitolato Scialle di pavone: un racconto, una canzone, e il videoclip, che verrà premiato al MEI di Faenza.

## Tracce
1. Scialle di pavone – 4:09
2. Chiama piano – 3:50
3. E così nasce una canzone – 3:38
4. Diari blu – 3:26
5. Free time – 3:33
6. A casa – 4:03
7. Astrologia – 4:49
8. Scusami se puoi – 4:02
9. Ehi ballerina – 4:16
10. La quinta stagione – 2:40
11. Scialle di pavone (ripresa) – 1:02

## Musicisti
- Luca Bonaffini - voce, chitarra, armonica a bocca, kazoo
- Carlo Cantini - violino, fisarmonica, percussioni